# 磁場閉じ込め方式
磁場閉じ込め方式（じばとじこめほうしき）とは、核融合においてプラズマを閉じ込めるために用いられる方法のひとつである。慣性閉じ込め方式に比べ要求されるプラズマ密度が低いという利点がある。

## 基本的なアイデア
磁力線があると、荷電粒子はそのまわりをらせん運動 (ラーマ運動、サイクロトロン運動とも呼ばれる) をする。つまり磁力線があるとそこに荷電粒子がまきつくのでプラズマを閉じ込められるというのが磁場閉じ込め方式 (磁場配位) のアイディアである。

## 方式による区分
磁気閉じ込め方式(磁場配位)には種々の物が考えられており、現在でも研究対象として残っている方式にはトカマク、ヘリカル、逆磁場ピンチ型、スフェロマック型、逆転磁場配位型 (FRC)、ステラレータ、磁気ミラーがある。(見切りがつけられた方式としてはZピンチ、θピンチ、カスプなどがある。)
- トカマク型、ヘリカル型、RFP、スフェロマック、FRCは磁力線が真空容器内で閉じている。つまり閉じた磁力線に沿って延々とらせん運動をする事でプラズマが閉じ込められる。
- 磁気ミラー型、カスプは磁力線が真空容器内で閉じていない。ここでは磁気モーメントが保存するという事を利用してプラズマを閉じ込める。(大雑把に言うと、荷電粒子は磁場強度の小さい場所にいるという性質を利用している。) 現在では、改良されたタンデムミラー型という型が研究されている。

前者をclose型、後者をopen型の磁場配位と呼ぶ。open型ではどうしても端でのプラズマの損失が起こるため、閉じ込め時間などプラズマ性能はclose型の方が良い。